# Bucht von Algeciras
Die Bucht von Algeciras, auch Bucht von Gibraltar, englisch Bay of Gibraltar genannt, liegt weit im Süden Spaniens an der Südspitze der Iberischen Halbinsel. Mit der Stadt Algeciras westlich in der Bucht, der großen Erdölraffinerie Refineria de Gibraltar in San Roque im Norden, La Línea im Nordosten, sowie dem britischen Überseegebiet Gibraltar im Südosten der Bucht ist der westliche Beginn der Mittelmeerküste dicht besiedelt.
Am zu Großbritannien gehörenden Felsen von Gibraltar liegen neben dem San-Felipe-Pier, dem Yachthafen und dem Hafen von Gibraltar weiter südlich die Rosia-Bucht, die Camp-Bucht, die „kleine Bucht“, der Bleak-Strand und an der Südspitze der Europa Point. Die Bucht geht südlich in die Straße von Gibraltar über.

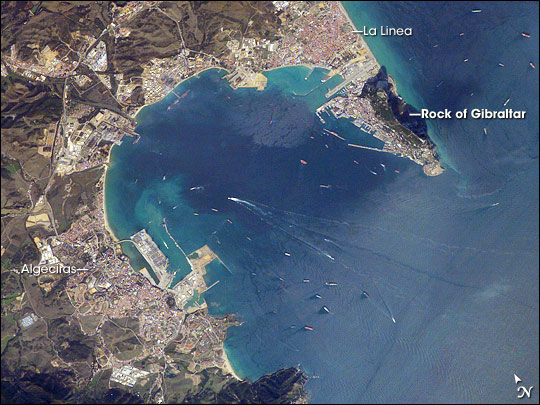
Satellitenbild mit Algeciras links

In der Bucht liegen meistens viele Öltanker vor Anker, da Gibraltar einer der wichtigsten Häfen zum Betanken von Schiffen ist. Außerdem findet man dort Tiere wie Wale und Delfine (zum Beispiel den Großen Tümmler), weshalb in Algeciras und Gibraltar viele Besichtigungstouren per Boot angeboten werden.
So wie der Felsen von Gibraltar steil aus dem Mittelmeer empor ragt, so steil fällt unter Wasser am Ostrand der Bucht im Bereich der Hafenanlagen die Küste bis auf 400 m Tiefe hinab. Jedoch bieten einige Korallenriffe sowie auch künstlich angelegte Riffe wie das Artificial Reef Gibraltar in Nähe von Rosia-Bay und Camp-Bay der Meeresfauna eine Lebensgrundlage. Das südwestlich der Europaspitze gelegene Europa-Reef gehört zu einer Serie von Meeresterrassen und befindet sich erst seit der letzten Eiszeit unter Wasser. Vom flachen Küstenbereich reicht es bis in eine Tiefe von über 300 m. Wegen der starken Strömungen in der Straße von Gibraltar und der exponierten Position am Eingang der Bucht mit einer herausragenden Biodiversität war es oftmals Gegenstand der Meeresforschung. Das Seven-Sisters-Reef im Meeresschutzgebiet „Rosia Marine Conservation Zone“ weiter nördlich in der Bucht von Gibraltar ist hierbei ein Hot-Spot für Invertebraten.

## Meeresfauna und -flora

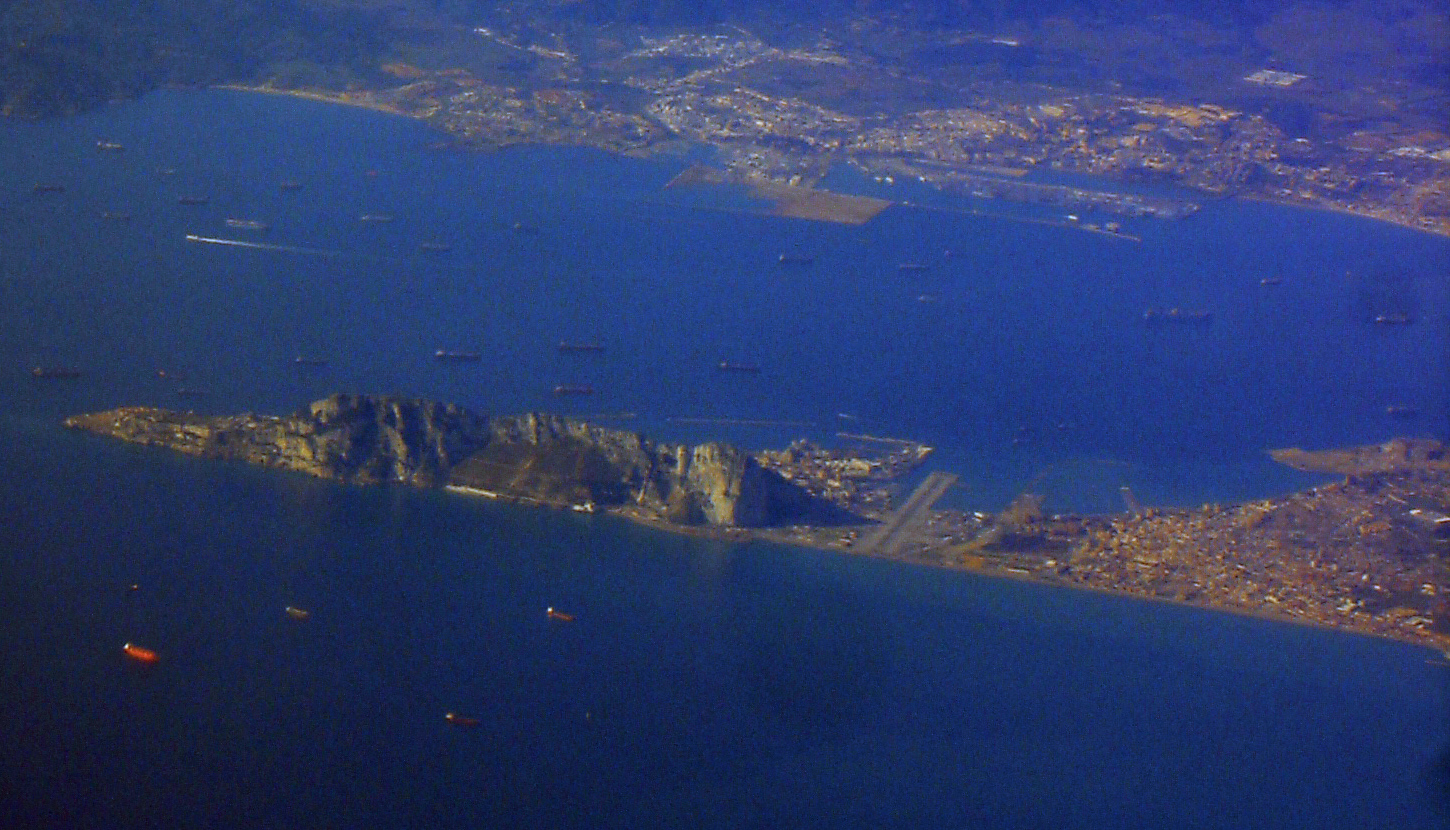
Die Bucht von Gibraltar mit dem Felsen von Gibraltar im Vordergrund aus Richtung Osten gesehen

Obwohl durch die Hafenanlagen und den Schiffsverkehr erheblich geschädigt, so haben sich im Norden der Bucht Reste von Seegraswiesen (Zostera marina und Cymodocea nodosa) erhalten. Steinkorallen (Astroides calycularis) und der Langstachlige Diademseeigel (Centrostephanus longispinus) kommen nach Angaben des Department of the Environment von Gibraltar vor.
Sogar auf den künstlichen Riffen konnten sich in Europa geschützte Muschelarten wie Lithophaga lithophaga und Patella ferruginea ansiedeln.
Die reichen Fischgründe in der Bucht von Algeciras/Gibraltar sind zwischen Spanien und Gibraltar umstritten: Im Jahr 2013 gab es erneut Zwischenfälle im Fischereistreit von Gibraltar.
Umweltschutz
Die Umweltbehörde von Gibraltar veröffentlicht neben langfristig gültigen „Beach-Profiles“ mit Lageplänen, Umweltmonitoring und Umweltmanagement für die Badebuchten und Badestrände auch kurzfristige Messwerte für die Qualität der Badegewässer. Für den umfassenden Schutz der natürlichen Umwelt in der Bucht bis hin zur Reduzierung von Lärm wurden für die Zuständigkeit in Gibraltar Strategien entwickelt.

## Geschichte
1607 fand die Schlacht bei Gibraltar zwischen der spanischen und der niederländischen Marine unter anderem auch in der Bucht von Algeciras statt. 1801 lieferten sich Spanier und Franzosen zwei Seeschlachten mit den Briten in der Bucht. Während des Zweiten Weltkrieges operierte die italienische Marine mit bemannten Torpedos gegen die in Gibraltar stationierten britischen Schiffe in der Bucht. Während des Falklandkrieges planten Argentiniens Armee und Geheimdienst eine Kommandoaktion von Algeciras aus gegen in Gibraltar stationierte britische Schiffe in der Bucht.